# Pi Leonis
Pi Leonis (29 Leonis) é uma estrela na direção da constelação de Leo. Possui uma ascensão reta de 10h 00m 12.82s e uma declinação de +08° 02′ 39.4″. Sua magnitude aparente é igual a 4.68. Considerando sua distância de 525 anos-luz em relação à Terra, sua magnitude absoluta é igual a −1.35. Pertence à classe espectral M2III.